# Playa (Guayanilla)
Playa es un barrio del municipio de Guayanilla, Puerto Rico. Según el censo de 2020, tiene una población de 708 habitantes.

## Geografía
Está ubicado en las coordenadas 18°0′22″N 66°46′8″O / 18.00611, -66.76889. Según la Oficina del Censo, tiene una superficie total de 3.0 km², de la cual 1.3 km² corresponden a tierra firme y 1.7 km² están cubiertos de agua.

## Demografía
Según el censo de 2020, hay 708 personas residiendo en la zona. La densidad de población es de 544.6 hab./km². El 13.4% de los habitantes son blancos, el 6.1% son afroamericanos, el 0.6% son amerindios, el 0.1% es isleño del Pacífico, el 20.5% son de otras razas y el 59.3% son de una mezcla de razas. Del total de la población, el 99.72% son hispanos o latinos de cualquier raza.